# Robert Ayers
Pour les articles homonymes, voir Ayers.
(en) Statistiques sur pro-football-reference
Robert Ayers, né le 6 septembre 1985 à Jersey City (New Jersey), est un joueur américain de football américain évoluant au poste de defensive end.
Étudiant à l'Université du Tennessee, il joue pour les Tennessee Volunteers.
Il est drafté en 2009 à la 18e place (premier tour) par les Broncos de Denver.
Le 2 avril 2014, il signe un contrat de deux ans avec les Giants de New York.